# Libnotes (Libnotes) longistigma
Libnotes (Libnotes) longistigma is een tweevleugelige uit de familie steltmuggen (Limoniidae). De soort komt voor in het Palearctisch en Oriëntaals gebied.